# Sluisgeld
Sluisgeld of schutgeld is een term in de scheepvaart. Het heeft betrekking op het geld dat betaald dient te worden bij het passeren van een sluis. Het is dus te vergelijken met tolgeld. Het sluisgeld wordt geïnd tijdens het passeren van de sluis door de sluiswachter.